# Serie A (Italia) 1992-93
La Serie A 1992–93 fue la 91.ª edición del campeonato de fútbol de más alto nivel en Italia y la 61.ª bajo el formato de grupo único. A.C. Milan ganó su 13° scudetto.

## Equipos participantes
| Equipo         | Ciudad    | Estadio               |
| -------------- | --------- | --------------------- |
| Ancona         | Ancona    | Dorico Del Conero     |
| Atalanta       | Bérgamo   | Comunale de Bérgamo   |
| Brescia        | Brescia   | Mario Rigamonti       |
| Cagliari       | Cagliari  | Sant'Elia             |
| Fiorentina     | Florencia | Comunale de Florencia |
| Foggia         | Foggia    | Pino Zaccheria        |
| Genoa          | Génova    | Luigi Ferraris        |
| Internazionale | Milán     | Giuseppe Meazza       |
| Juventus       | Turín     | Delle Alpi            |
| Lazio          | Roma      | Olímpico de Roma      |
| Milan          | Milán     | San Siro              |
| Napoli         | Nápoles   | San Paolo             |
| Parma          | Parma     | Ennio Tardini         |
| Pescara        | Pescara   | Adriatico             |
| Roma           | Roma      | Olímpico de Roma      |
| Sampdoria      | Génova    | Luigi Ferraris        |
| Torino         | Turín     | Delle Alpi            |
| Udinese        | Údine     | Friuli                |

## Clasificación
| Pos. | Equipo         | Pts. | PJ | G  | E  | P  | GF | GC | Dif. | Clasificación                                 |
| ---- | -------------- | ---- | -- | -- | -- | -- | -- | -- | ---- | --------------------------------------------- |
| 1    | Milan (C)      | 50   | 34 | 18 | 14 | 2  | 65 | 32 | +33  | Clasificado a la Liga de Campeones de la UEFA |
| 2    | Internazionale | 46   | 34 | 17 | 12 | 5  | 59 | 36 | +23  | Clasificado a la Copa de la UEFA              |
| 3    | Parma          | 41   | 34 | 16 | 9  | 9  | 47 | 34 | +13  | Clasificado a la Recopa de Europa             |
| 4    | Juventus       | 39   | 34 | 15 | 9  | 10 | 59 | 47 | +12  | Clasificado a la Copa de la UEFA              |
| 5    | Lazio          | 38   | 34 | 13 | 12 | 9  | 65 | 51 | +14  | Clasificado a la Copa de la UEFA              |
| 6    | Cagliari       | 37   | 34 | 14 | 9  | 11 | 45 | 33 | +12  | Clasificado a la Copa de la UEFA              |
| 7    | Sampdoria      | 36   | 34 | 12 | 12 | 10 | 50 | 48 | +2   |                                               |
| 8    | Atalanta       | 36   | 34 | 14 | 8  | 12 | 42 | 44 | −2   |                                               |
| 9    | Torino         | 35   | 34 | 9  | 17 | 8  | 38 | 38 | 0    | Clasificado a la Recopa de Europa             |
| 10   | Roma           | 33   | 34 | 8  | 17 | 9  | 42 | 39 | +3   |                                               |
| 11   | Napoli         | 32   | 34 | 10 | 12 | 12 | 49 | 50 | −1   |                                               |
| 12   | Foggia         | 32   | 34 | 10 | 12 | 12 | 39 | 55 | −16  |                                               |
| 13   | Genoa          | 31   | 34 | 7  | 17 | 10 | 41 | 55 | −14  |                                               |
| 14   | Udinese        | 30   | 34 | 10 | 10 | 14 | 42 | 48 | −6   | Acceso a Play-off por el descenso             |
| 15   | Brescia (D)    | 30   | 34 | 9  | 12 | 13 | 36 | 44 | −8   | Acceso a Play-off por el descenso             |
| 16   | Fiorentina (D) | 30   | 34 | 8  | 14 | 12 | 53 | 56 | −3   | Descenso a Serie B                            |
| 17   | Ancona (D)     | 19   | 34 | 6  | 7  | 21 | 39 | 73 | −34  | Descenso a Serie B                            |
| 18   | Pescara (D)    | 17   | 34 | 6  | 5  | 23 | 47 | 75 | −28  | Descenso a Serie B                            |

 Fuente: BDFútbol
Notas:
1. ↑  El Parma se clasificó a la siguiente edición de la Recopa de Europa como  campeón defensor.

|            |
| Campeón    |
| A.C. Milan |
| 13º título |

## Resultados
| Local \ Visitante | ANC | ATA | BRE | CAG | FIO | FOG | GEN | INT | JUV | LAZ | MIL | NAP | PAR | PES | ROM | SAM | TOR | UDI |
| ----------------- | --- | --- | --- | --- | --- | --- | --- | --- | --- | --- | --- | --- | --- | --- | --- | --- | --- | --- |
| Ancona            | —   | 0–2 | 5–1 | 0–1 | 2–1 | 3–0 | 0–0 | 3–0 | 0–1 | 0–3 | 1–3 | 1–1 | 1–1 | 5–3 | 1–1 | 2–3 | 0–1 | 1–0 |
| Atalanta          | 2–1 | —   | 1–1 | 2–1 | 2–1 | 2–1 | 1–2 | 1–1 | 2–1 | 2–2 | 1–1 | 3–2 | 2–1 | 2–1 | 3–1 | 1–2 | 0–0 | 2–0 |
| Brescia           | 1–1 | 2–0 | —   | 0–2 | 1–1 | 4–1 | 2–2 | 1–3 | 2–0 | 2–0 | 0–1 | 2–1 | 0–1 | 1–0 | 0–2 | 3–1 | 0–0 | 2–1 |
| Cagliari          | 3–0 | 2–1 | 3–1 | —   | 2–1 | 1–1 | 3–0 | 0–0 | 0–0 | 1–1 | 1–1 | 1–0 | 0–1 | 4–0 | 1–0 | 0–2 | 0–0 | 1–1 |
| Fiorentina        | 7–1 | 0–1 | 2–2 | 2–1 | —   | 6–2 | 1–1 | 2–2 | 2–0 | 0–2 | 3–7 | 1–1 | 1–1 | 2–0 | 2–1 | 4–0 | 0–0 | 2–2 |
| Foggia            | 1–0 | 1–0 | 0–0 | 1–1 | 1–0 | —   | 2–2 | 1–3 | 2–1 | 2–1 | 2–2 | 2–4 | 1–0 | 1–0 | 0–0 | 1–0 | 0–0 | 1–0 |
| Genoa             | 4–4 | 1–0 | 1–1 | 2–3 | 2–2 | 0–0 | —   | 1–1 | 2–2 | 2–3 | 2–2 | 2–1 | 1–1 | 4–3 | 0–0 | 0–0 | 2–1 | 1–0 |
| Internazionale    | 3–0 | 1–0 | 2–1 | 3–1 | 2–2 | 1–1 | 4–0 | —   | 3–1 | 2–0 | 1–1 | 0–0 | 2–1 | 2–0 | 1–1 | 0–0 | 3–0 | 2–2 |
| Juventus          | 5–1 | 4–1 | 0–0 | 2–1 | 3–0 | 4–2 | 1–0 | 0–2 | —   | 4–1 | 0–1 | 4–3 | 2–2 | 2–1 | 1–1 | 1–1 | 2–1 | 5–1 |
| Lazio             | 5–0 | 3–0 | 2–0 | 1–2 | 2–2 | 1–1 | 1–1 | 3–1 | 1–1 | —   | 2–2 | 4–3 | 5–2 | 2–1 | 1–1 | 2–1 | 1–2 | 4–0 |
| Milan             | 2–0 | 2–0 | 1–1 | 1–0 | 2–0 | 1–0 | 1–0 | 1–1 | 1–3 | 5–3 | —   | 2–2 | 0–1 | 4–0 | 0–0 | 4–0 | 0–0 | 1–1 |
| Napoli            | 0–0 | 1–0 | 0–0 | 1–0 | 4–1 | 2–0 | 2–2 | 1–2 | 2–3 | 3–1 | 1–5 | —   | 1–1 | 2–0 | 2–1 | 1–1 | 1–1 | 3–0 |
| Parma             | 3–0 | 0–0 | 2–0 | 3–1 | 1–1 | 4–0 | 1–0 | 2–0 | 2–1 | 2–1 | 0–2 | 1–1 | —   | 1–0 | 3–1 | 1–0 | 2–2 | 3–1 |
| Pescara           | 4–3 | 2–0 | 2–0 | 0–1 | 0–2 | 2–4 | 1–2 | 1–4 | 5–1 | 2–3 | 4–5 | 3–0 | 0–2 | —   | 1–1 | 2–2 | 2–2 | 2–2 |
| Roma              | 2–1 | 2–2 | 2–3 | 1–1 | 1–1 | 3–1 | 3–0 | 4–1 | 2–1 | 0–0 | 0–1 | 1–1 | 1–0 | 0–1 | —   | 0–0 | 4–5 | 1–1 |
| Sampdoria         | 3–1 | 2–3 | 1–0 | 2–0 | 2–0 | 3–3 | 4–1 | 1–3 | 1–1 | 3–3 | 1–2 | 3–1 | 2–1 | 1–1 | 2–2 | —   | 0–1 | 2–0 |
| Torino            | 4–1 | 1–1 | 1–0 | 0–5 | 1–1 | 1–1 | 1–1 | 1–2 | 1–2 | 1–1 | 1–1 | 0–1 | 3–0 | 3–1 | 0–0 | 2–2 | —   | 1–0 |
| Udinese           | 2–0 | 1–2 | 2–2 | 2–1 | 4–0 | 3–2 | 3–0 | 2–1 | 0–0 | 0–0 | 0–0 | 2–0 | 1–0 | 5–2 | 1–2 | 1–2 | 1–0 | —   |

## Descenso
Al existir empate en puntos entre Udinese y Brescia fue necesaria la celebración de un partido de desempate conocido como Spareggio, el juego fue celebrado el 12 de junio de 1993 en el Estadio Renato Dall'Ara de Bolonia.
| Local   | Resultado | Visitante |
| ------- | --------- | --------- |
| Udinese | 3–1       | Brescia   |

- Udinese se mantuvo en la Serie A, Brescia descendió a Serie B.